# Expresso Guanabara

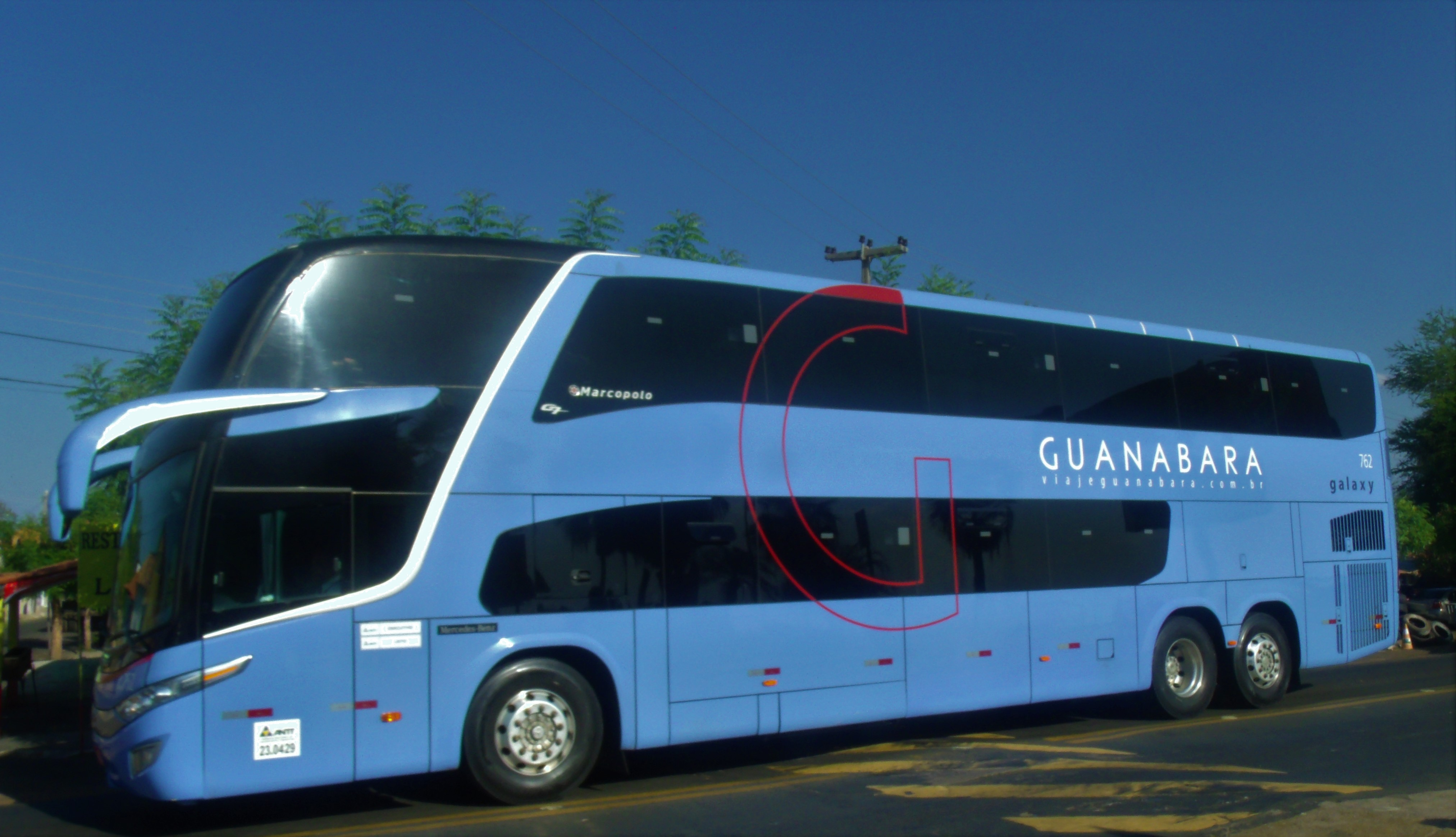
Vista de um veículo na BR-343

Expresso Guanabara é uma empresa brasileira de transporte rodoviário fundada em 1.º de agosto de 1992 e sediada em Fortaleza, Ceará. Foi criada por Jacob Barata quando este adquiriu a antiga Expresso de Luxo, que estava em operação desde os anos 1950.
Atuando em 11 estados (nove da região Nordeste, três do Sudeste, dois do Norte, Goiás e Distrito Federal no Centro-Oeste), a Expresso Guanabara é a quinta maior empresa de transporte terrestre do Brasil e a maior das regiões Norte e Nordeste.

## História

### Double decker e expansão ao Sul e Sudeste
Em 30 de junho de 2016 em evento em Fortaleza, com a presença da imprensa. empresários e convidados, inaugurou o serviço com ônibus de dois andares, poltronas de couro, monitores individuais, carregador para telefone celular e Wi-Fi a bordo.

### Unificação da marca
Em 2022, a empresa iniciou junto com as irmãs do grupo, como Real Expresso e União Transporte Interestadual de Luxo, um processo gradual de unificação e integração das marcas que compõem o mesmo para as operações sob uma única marca que deve levar em cerca de dois anos.

## Galeria de imagens

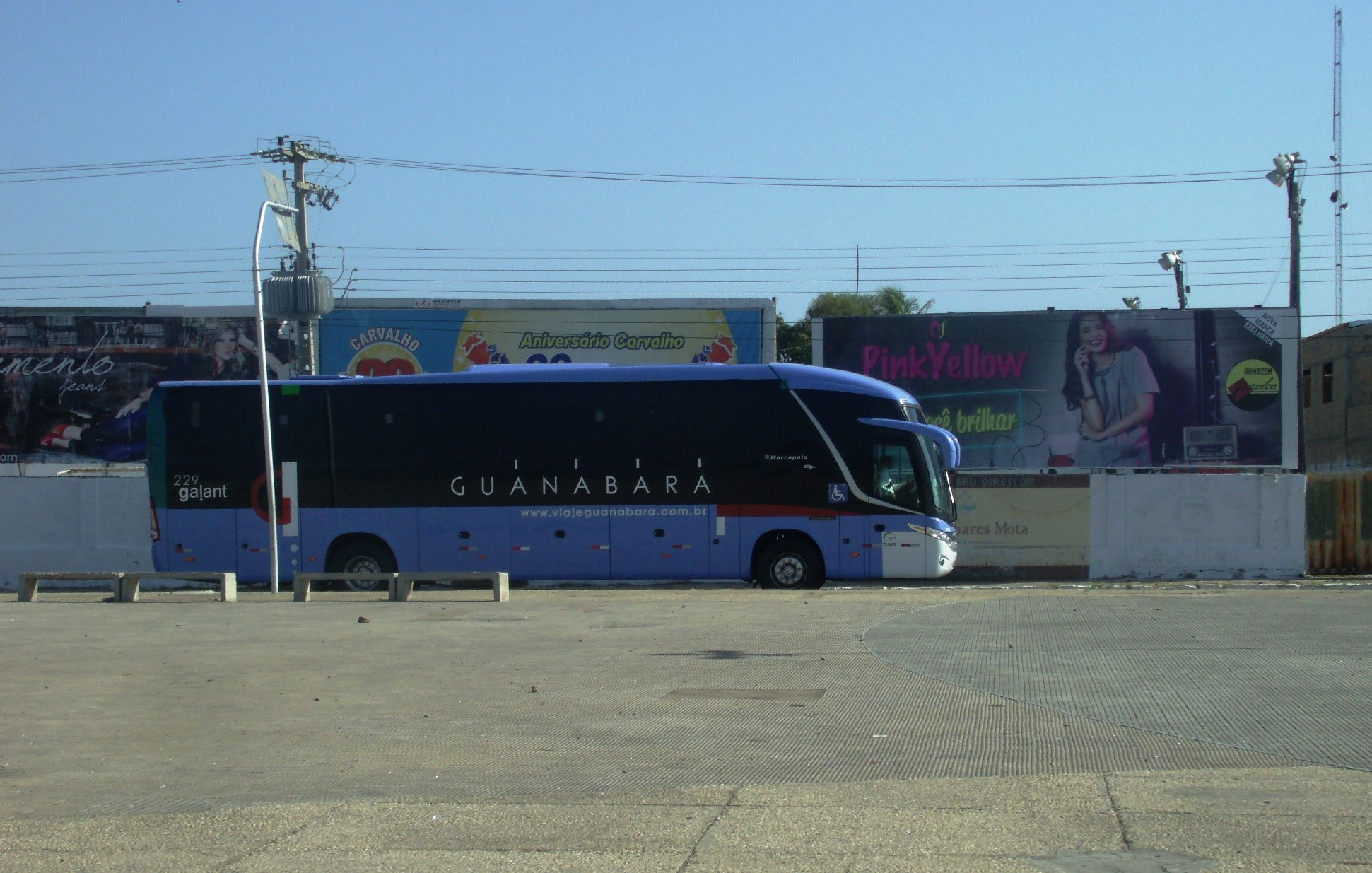
Ônibus da empresa passando pela cidade de Campo Maior no Piauí
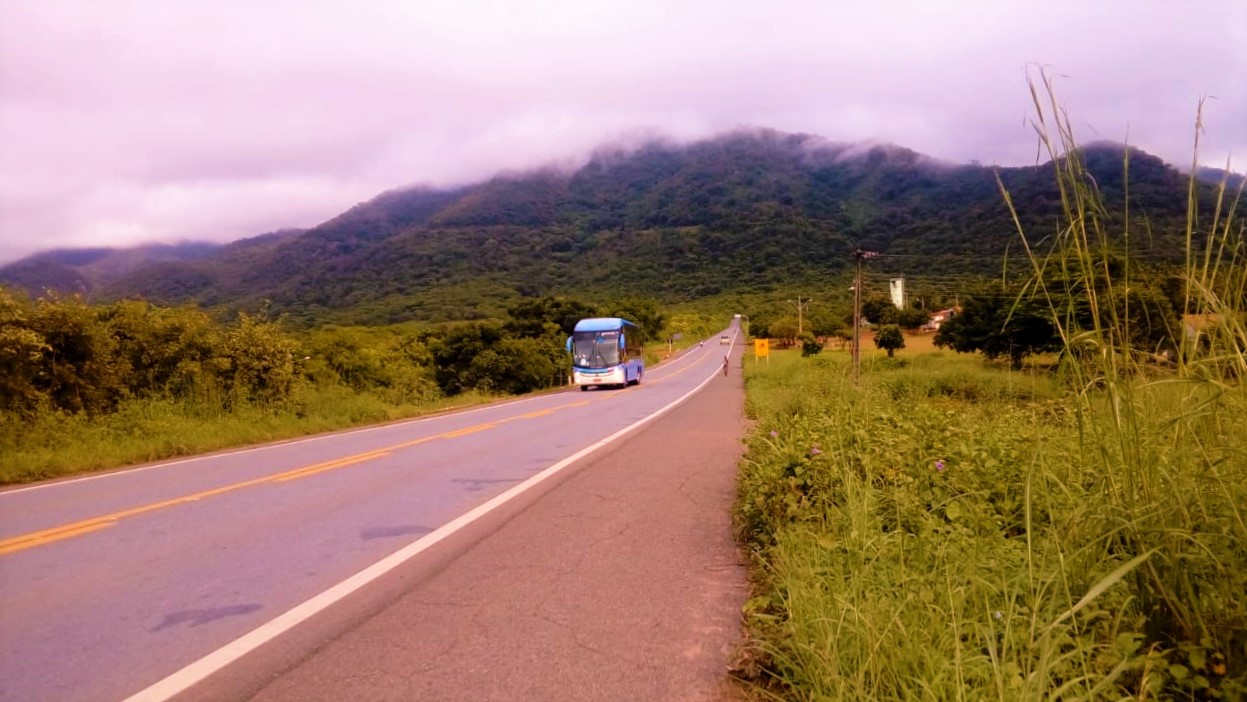
Descendo a Serra Grande na BR-222
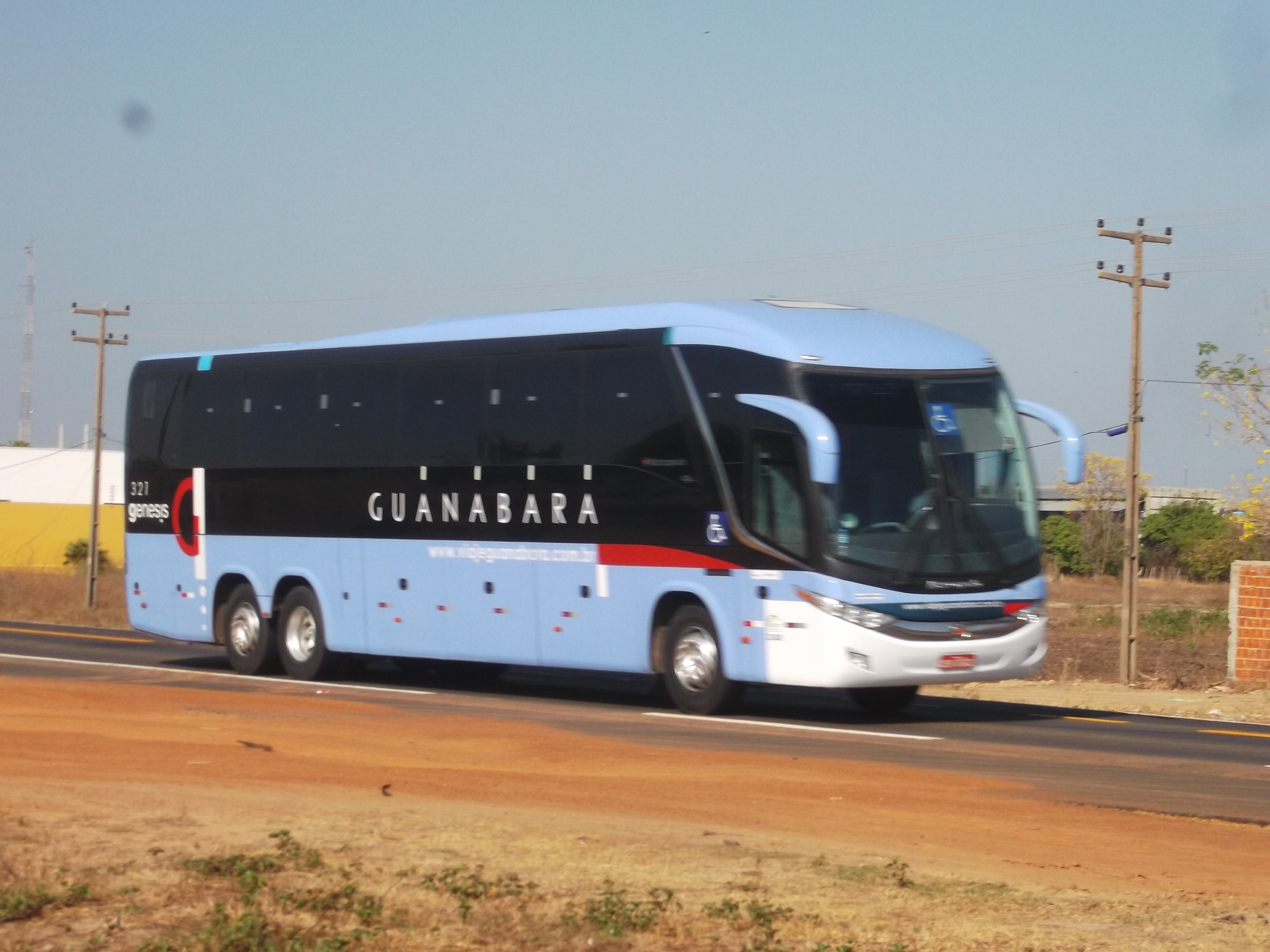
Marcopolo G7 da empresa
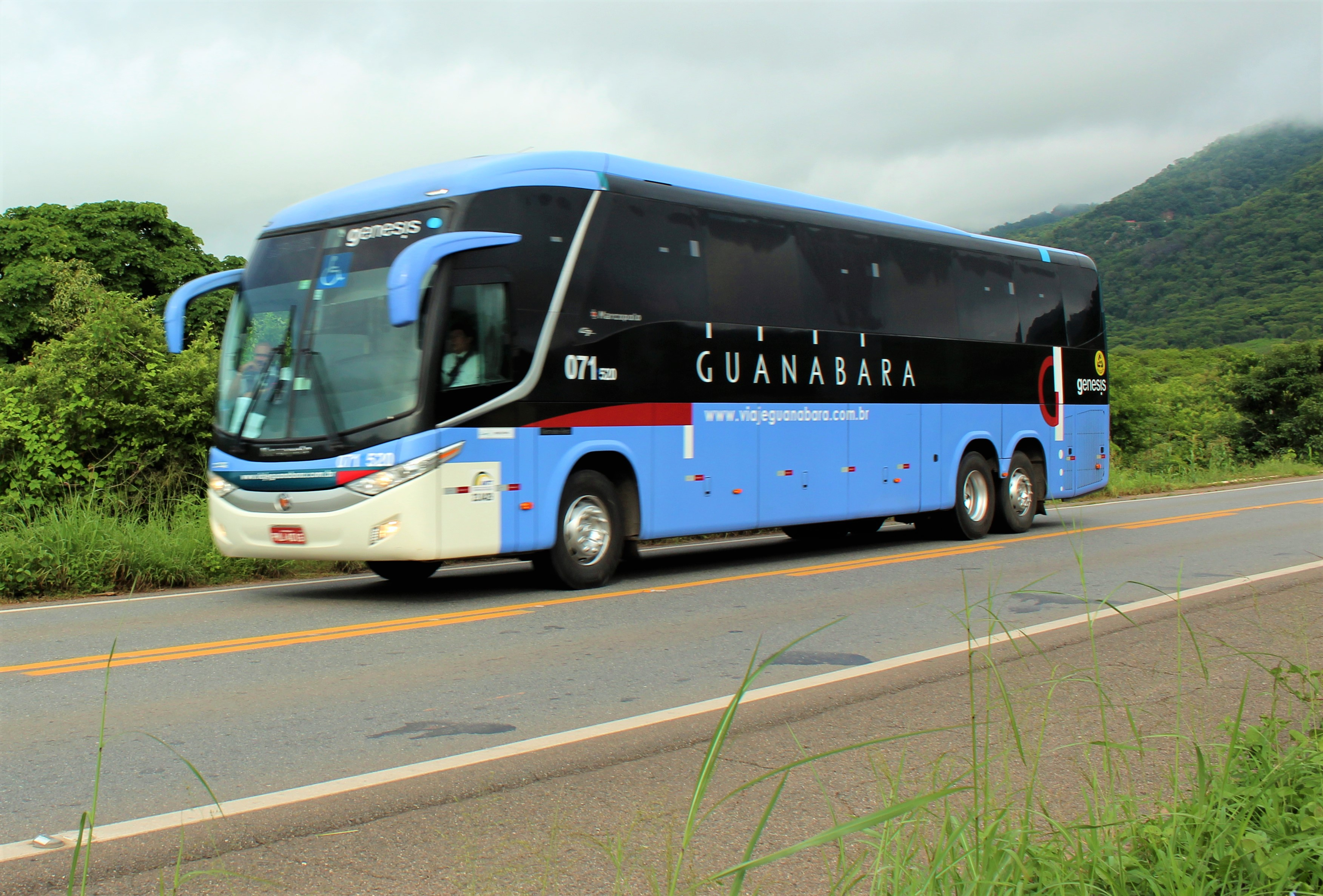
Ônibus da Guanabara na BR-222, no povoado Bela Vista (ex-Saco) no sopé da Serra da Ibiapaba, sentido Tianguá a Sobral
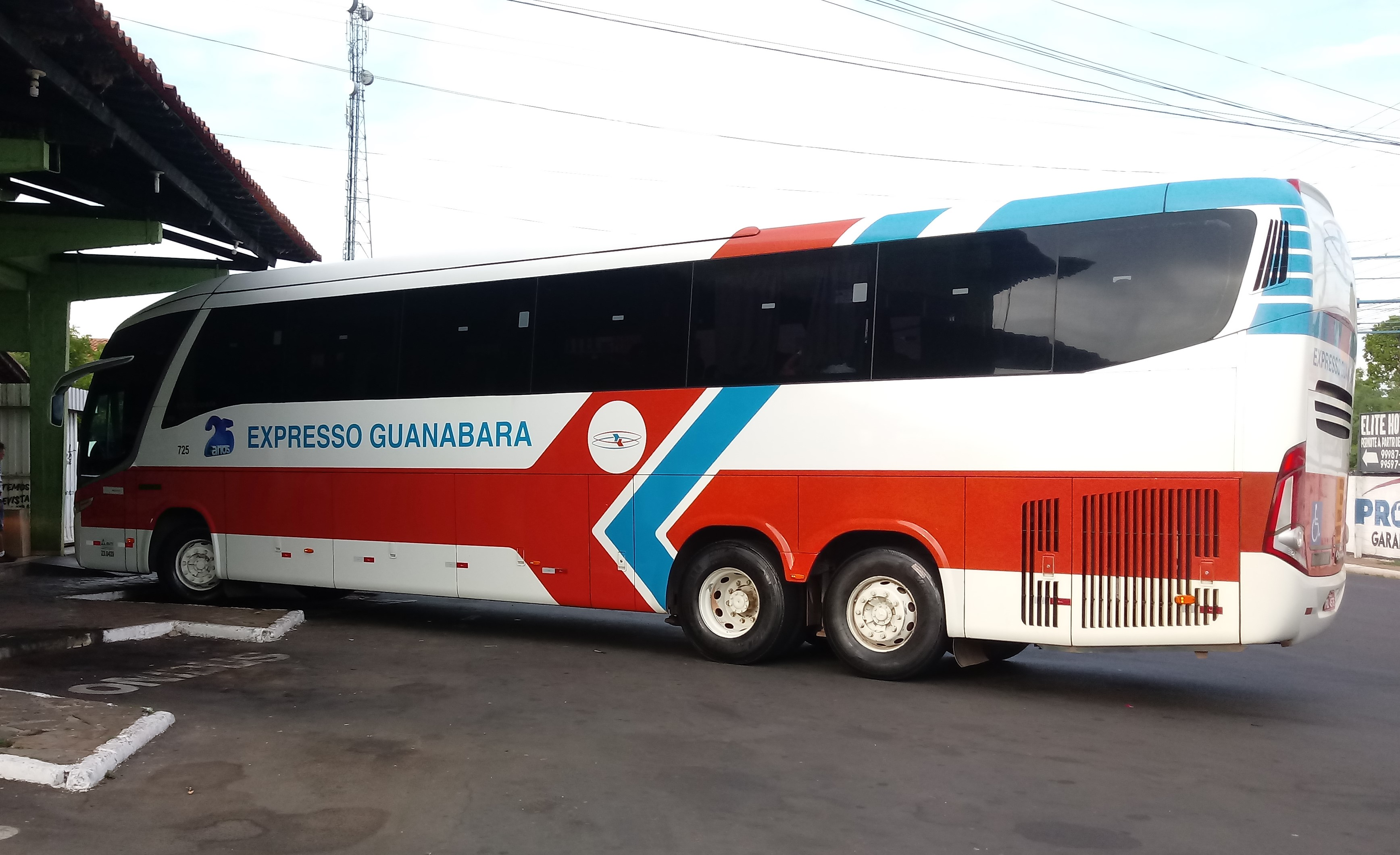
Plotagem comemorativa dos 25 anos da empresa, que leva as cores da primeira pintura utilizada